# Gornji Bitelić
Gornji Bitelić falu Horvátországban Split-Dalmácia megyében. Közigazgatásilag Hrvacéhez tartozik.

## Fekvése
Splittől légvonalban 37, közúton 49 km-re északkeletre, Sinjtől 15 km-re, községközpontjától légvonalban 6, közúton 8 km-re északra, a Dinári-hegység lábánál fekszik. Délnyugatról a Svilaja-hegység és a Peruča-tó, északkeletről a Dinári-hegység határolja. Településrészei: Dadići, Donji Buljani, Donji Đapići, Stojići, Žarci, Dom, Vukovići, Matkovići-Tokići, Majstrovići, Cvitkovići-Vujeva, Ćurkovići, Gornji Đapići, Jukići-Bračulji, Ezgetići, Tripići, Bulovići, valamint a Dinári-hegységben fekvő Vrdovo egy része is ide tartozik.

## Története
A török Sinj várával együtt 1536-ban foglalta ezt a vidéket, de már a török uralom idején is élt itt horvát lakosság. A velencei seregek 1686-ban foglalták vissza a töröktől Sinj várát és vele együtt a mai Hrvace térségét. Ezt követően a velencei hatóságok irányításával és rámai ferences szerzetesek vezetésével Boszniából és Hercegovinából keresztény lakosság, köztük több száz pravoszláv család érkezett. A velencei-török háború után kialakult új hatalmi viszonyokat 1699-ben a karlócai béke szentesítette. Az 1714-ben kitört velencei-török háborúban átmenetileg újra török kézre került, de 1715-ben már újra velencei uralom alatt állt. 1718-ban a pozsareváci béke az új határt a Dinári-hegységnél húzta meg, így e térség velencei kézen maradt. A bitelići plébánia 1770-ben vált önállóvá a potravljei plébániától, ahová azelőtt tartozott. A plébánia papi szolgálatát a sinji ferences atyák látták el. 1797-ben a Velencei Köztársaság megszűnésével a település a Habsburg Birodalom része lett. 1806-ban Napóleon csapatai foglalták el és 1813-ig francia uralom alatt állt. Napóleon bukása után ismét Habsburg uralom következett, mely az első világháború végéig tartott. 1857-ben 755, 1910-ben 1260 lakosa volt. Az I. világháború után rövid ideig az Olasz Királyság, ezután a Szerb-Horvát-Szlovén Királyság, majd Jugoszlávia része lett. A háború után a település a szocialista Jugoszlávia része lett. A település lakossága ekkor mintegy felére csökkent. 1991-től a független Horvátországhoz tartozik. Ez évben lakosságának 69 százaléka horvát, 21 százaléka szerb nemzetiségű volt. A délszláv háború idején a település egy valamivel több mint egyéves időszaktól eltekintve horvát kézen maradt. 1991. szeptember 19-én foglalták el a szerb erők. A horvát hadsereg a „Peruča” fedőnevű katonai akció során 1993 januárjában szabadította fel a települést. Szerb lakossága elmenekült. A krajinai szerb határ közelében levő falu lakossága azonban csak az 1995 augusztusában végrehajtott „Vihar” hadműveletet követően lélegezhetett fel végleg. Lakossága 2011-ben 192 fő volt.

## Lakosság
| Lakosság változása | Lakosság változása | Lakosság változása | Lakosság változása | Lakosság változása | Lakosság változása | Lakosság változása | Lakosság változása | Lakosság változása | Lakosság változása | Lakosság változása | Lakosság változása | Lakosság változása | Lakosság változása | Lakosság változása | Lakosság változása |
| ------------------ | ------------------ | ------------------ | ------------------ | ------------------ | ------------------ | ------------------ | ------------------ | ------------------ | ------------------ | ------------------ | ------------------ | ------------------ | ------------------ | ------------------ | ------------------ |
| 1857               | 1869               | 1880               | 1890               | 1900               | 1910               | 1921               | 1931               | 1948               | 1953               | 1961               | 1971               | 1981               | 1991               | 2001               | 2011               |
| 755                | 856                | 957                | 1.017              | 1.224              | 1.260              | 1.158              | 1.317              | 1.208              | 606                | 621                | 534                | 553                | 323                | 234                | 192                |

## Nevezetességei
- A Kisboldogasszony tiszteletére szentelt római katolikus plébániatemploma a temetőnél található. Építését Ivan Sladojević plébános (1939-1941) idejében kezdték el, de a háború miatt a munkálatokat rövidesen abba kellett hagyni. A háború után a kommunista hatóságok akadályozták a további építést, sőt utasításukra a meglevő falakat is lebontották és a faluház építéséhez használták fel. Az építés a régi alapokon csak Milan Janković plébános (1958-1961) idejében kezdődhetett el újra. Befejezése és felszentelése már 1968-ban Bogoslav Bartulović nevéhez fűződik. A templomot betonból építették. A bejárat felett a homlokzaton nyolcágú rozetta, a kapu jobb oldalán pedig kereszt látható. A homlokzat bal oldalán áll a 15 méter magas beton harangtorony, gúla alakú toronysisakkal. A templom hosszúsága 21 méter, szélessége 9, magassága 7 méter. Szentélyében a liturgiai előírásoknak megfelelően márvány szembemiséző oltár áll. 1972-ben a homlokzatról leverték a vakolatot és benkovaci kővel burkolták. 2003-ban pedig a tetőt cserélték le cseréptetőre.[2]
- Szent Kelemen pápa tiszteletére szentelt kápolnája a régi plébániaház mellett áll. Faragott kövekből épült 1870-ben és a plébános mindennapi misézésére szolgált. Kisméretű épület, a bejárata felett kilencágú rozettával, piros cseréptetővel fedve. A homlokzat feletti harangtoronyban egy harang látható.[2]
- Meg kell még említeni a temetőben állt régi plébániatemplomot, mely az Úr mennybemenetele tiszteletére volt szentelve. Az 1707-ben épített templom félköríves apszissal rendelkezett. Mivel a hívek számához képest kicsinek bizonyult már a 19. század második felében egy nagyobbat akartak építeni helyette, azért karbantartását meglehetősen elhanyagolták. 1941 és 1956 között a falunak nem volt plébánosa, így az épület állaga tovább romlott. A következő plébános Zdravko Čulić 1956-ban már csak a 6 méter hosszú és 5 méter széles szentélyt találta a régi templomból. 2003-ban Kisboldogasszony ünnepére a régi szentélyt teljesen megújították és kőlapokkal fedték be.[2]

## Fordítás
Ez a szócikk részben vagy egészben  a   Gornji Bitelić című horvát Wikipédia-szócikk ezen változatának fordításán alapul.  Az eredeti cikk szerkesztőit annak laptörténete sorolja fel. Ez a jelzés csupán a megfogalmazás eredetét és a szerzői jogokat jelzi, nem szolgál a cikkben szereplő információk forrásmegjelöléseként.